# Предельный столбик

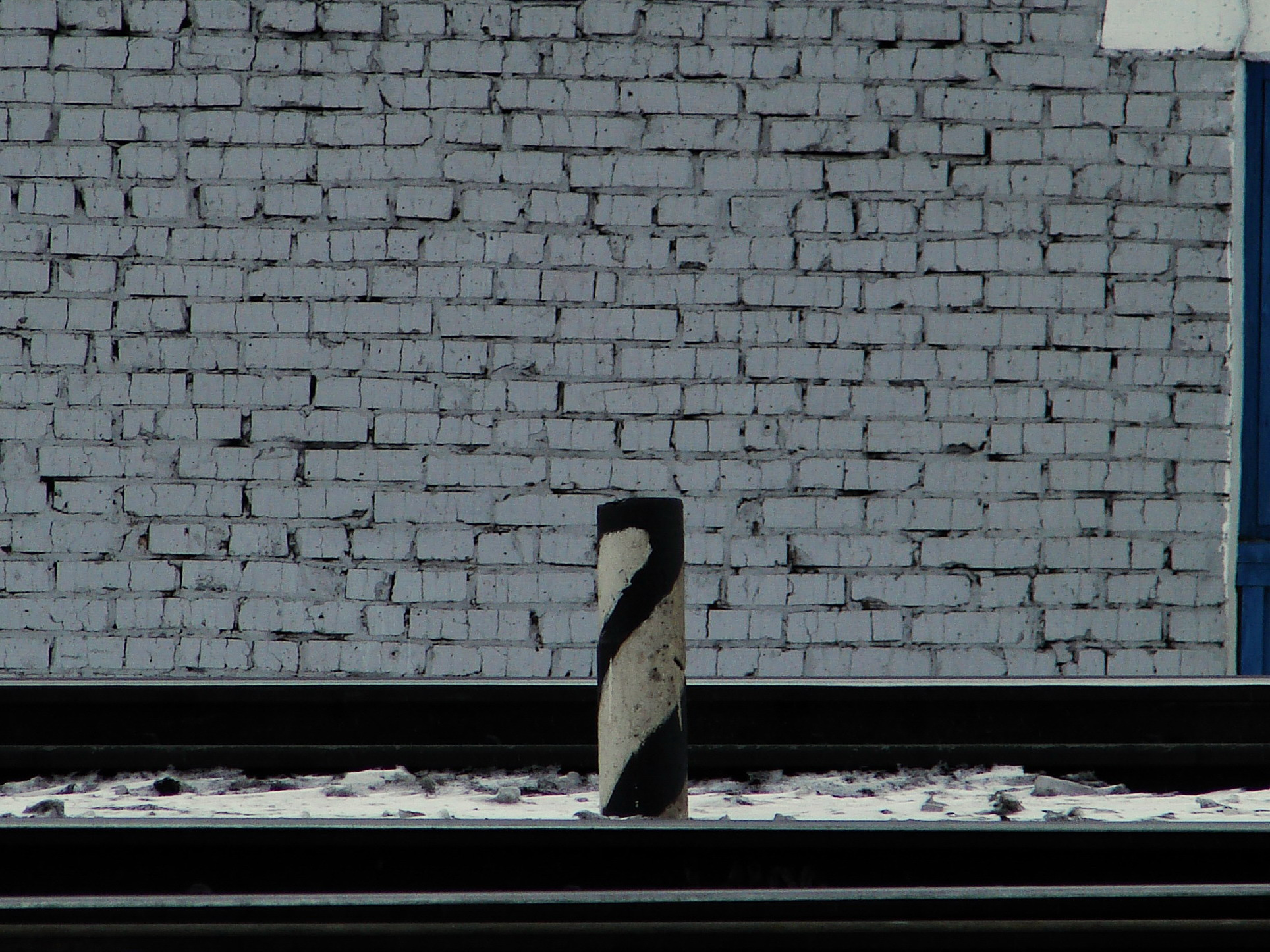
Предельный столбик в России

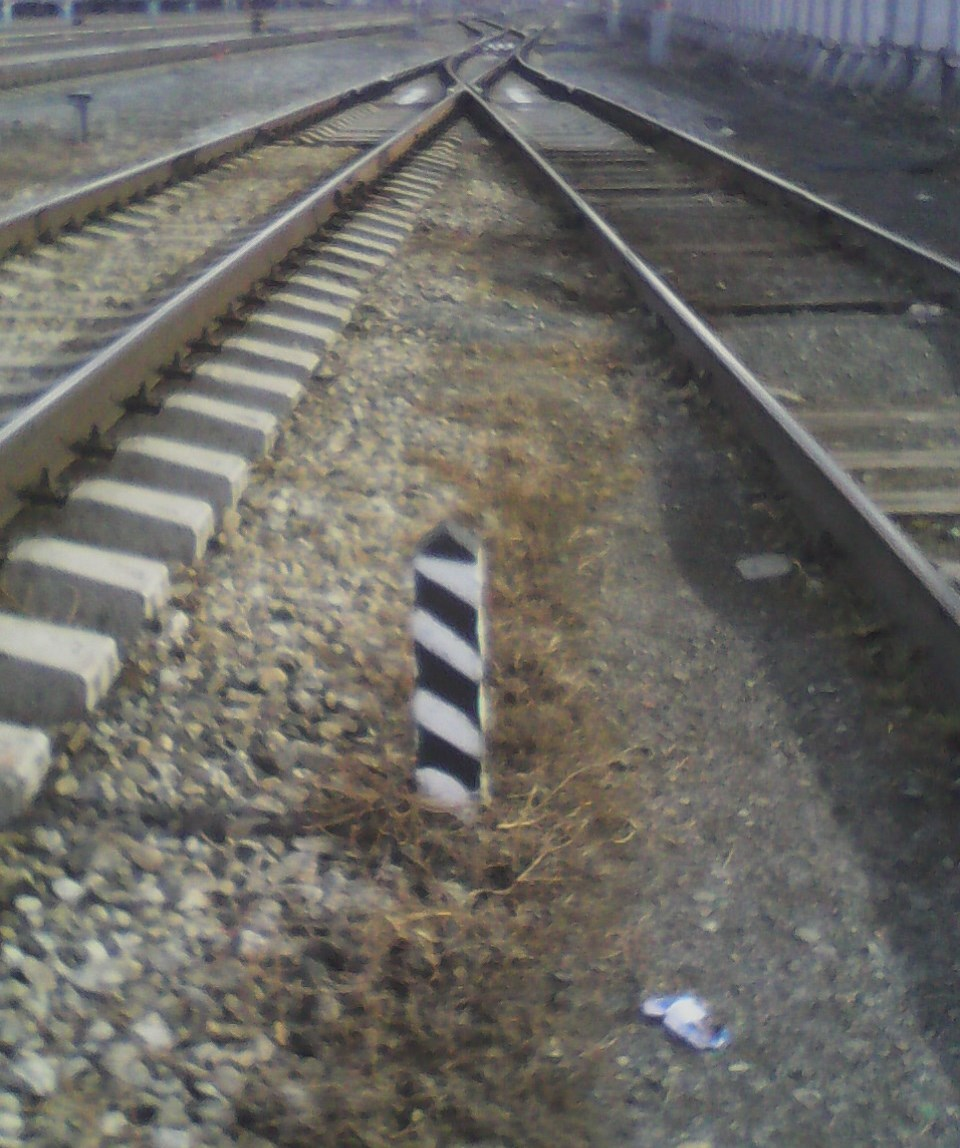
Предельный столбик перед крестовиной стрелочного перевода

Преде́льный сто́лбик — постоянный железнодорожный знак, устанавливается в середине междупутья в местах схождения путей и показывает границу, за которой запрещена установка (остановка) подвижного состава в сторону схождения для недопущения столкновения с подвижным составом, следующим по соседнему сходящемуся пути, так как далее габариты составов начнут пересекаться.
Представляет собой деревянный или железобетонный столб определённых размеров и окраски, устанавливаемый там, где расстояние между осями сходящихся путей равно 4100 мм — нормальному междупутному расстоянию на перегонах. На станционных путях, по которым не обращается подвижной состав габарита Т, а также на перегрузочных путях с суженным междупутьем это расстояние может быть уменьшено соответственно до 3810 или 3600 мм, на криволинейных участках оно должно увеличиваться при уменьшении радиуса рельсовой колеи. Предельный столбик указывает место, далее которого на пути нельзя устанавливать подвижной состав, движущийся в направлении стрелочного перевода или глухого пересечения. На предельном столбике указываются номера путей, между которыми расположен столбик.

Аналоги предельных столбиков на железных дорогах мира
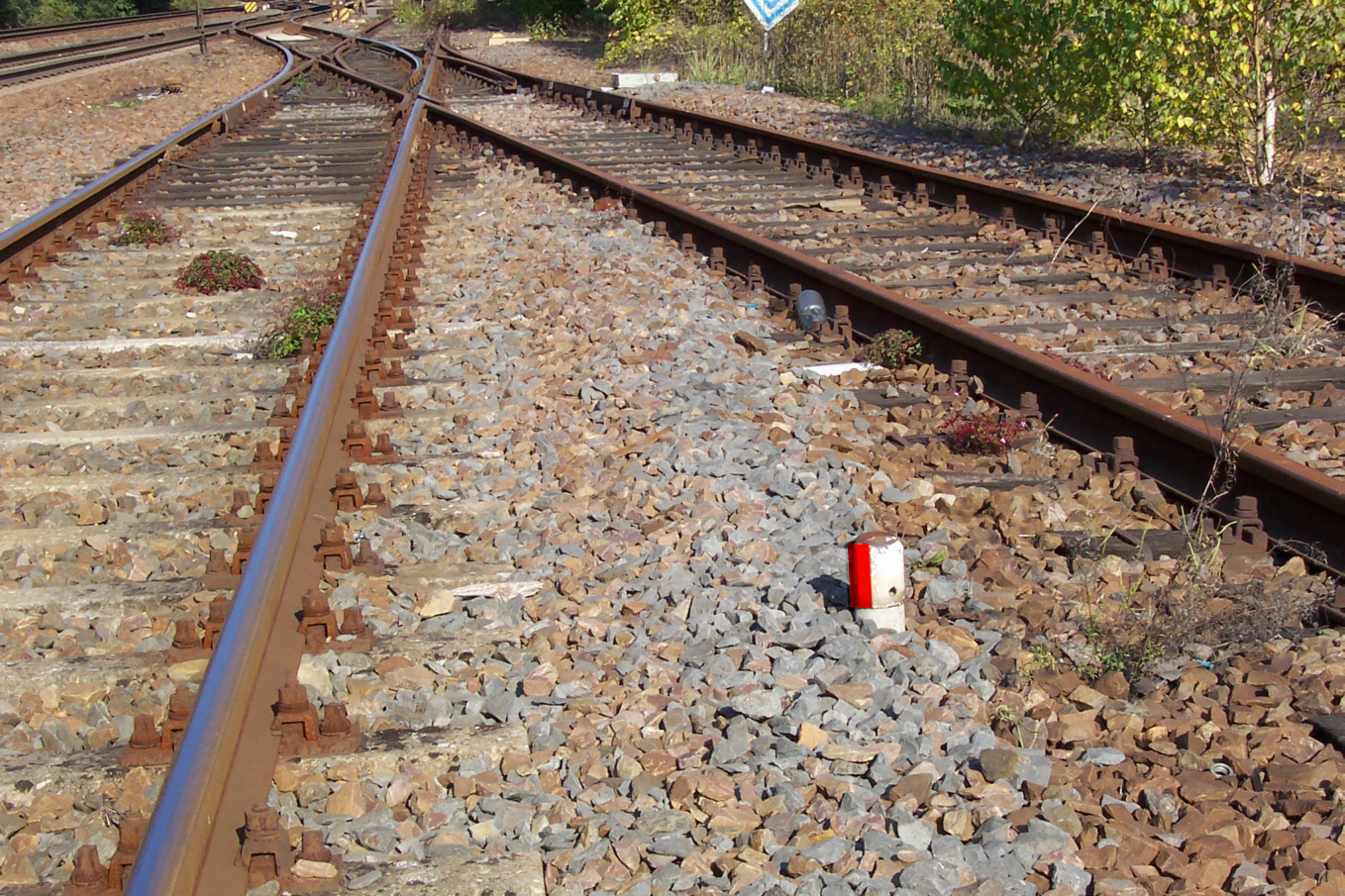
Германия
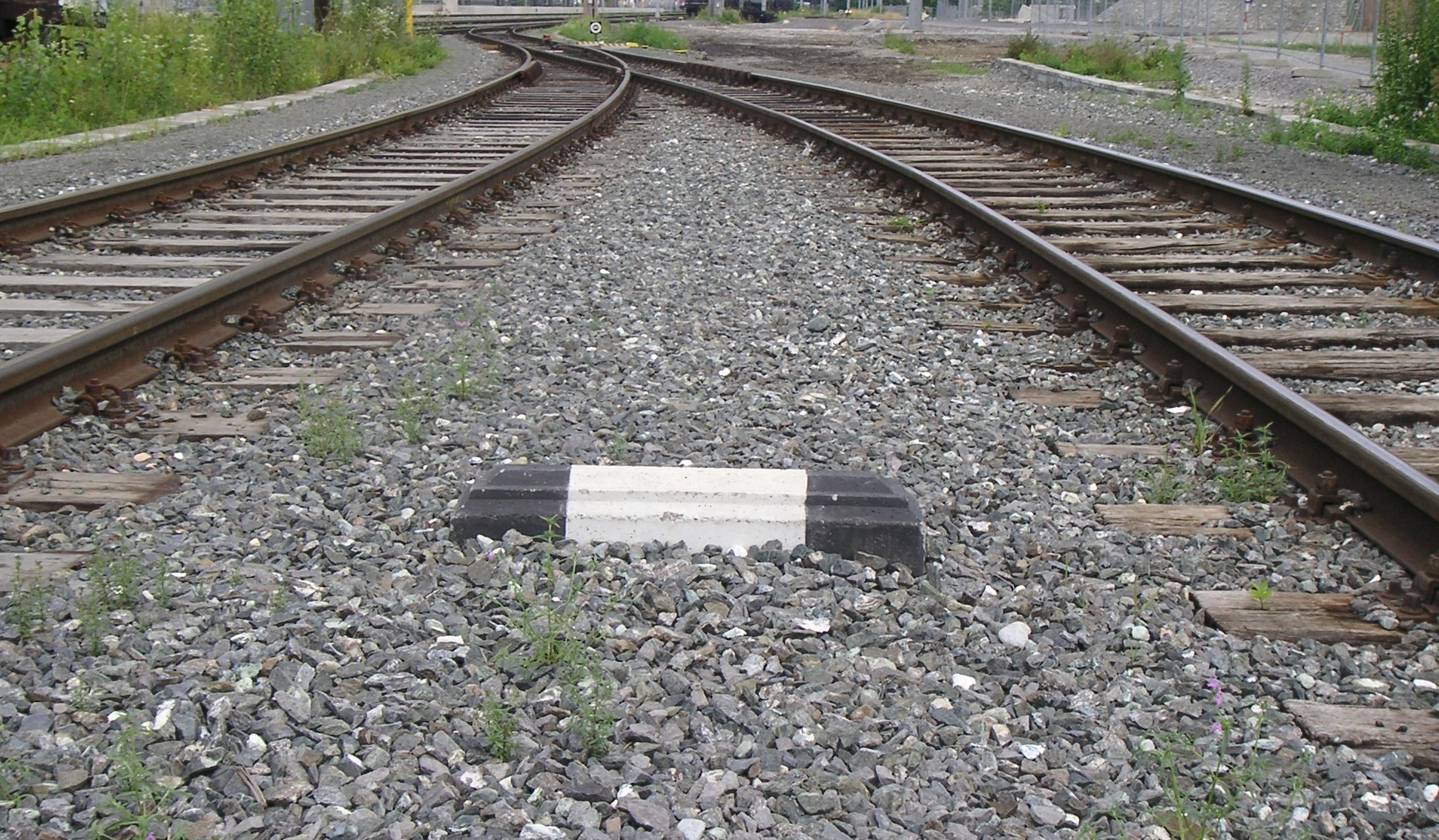
Австрия
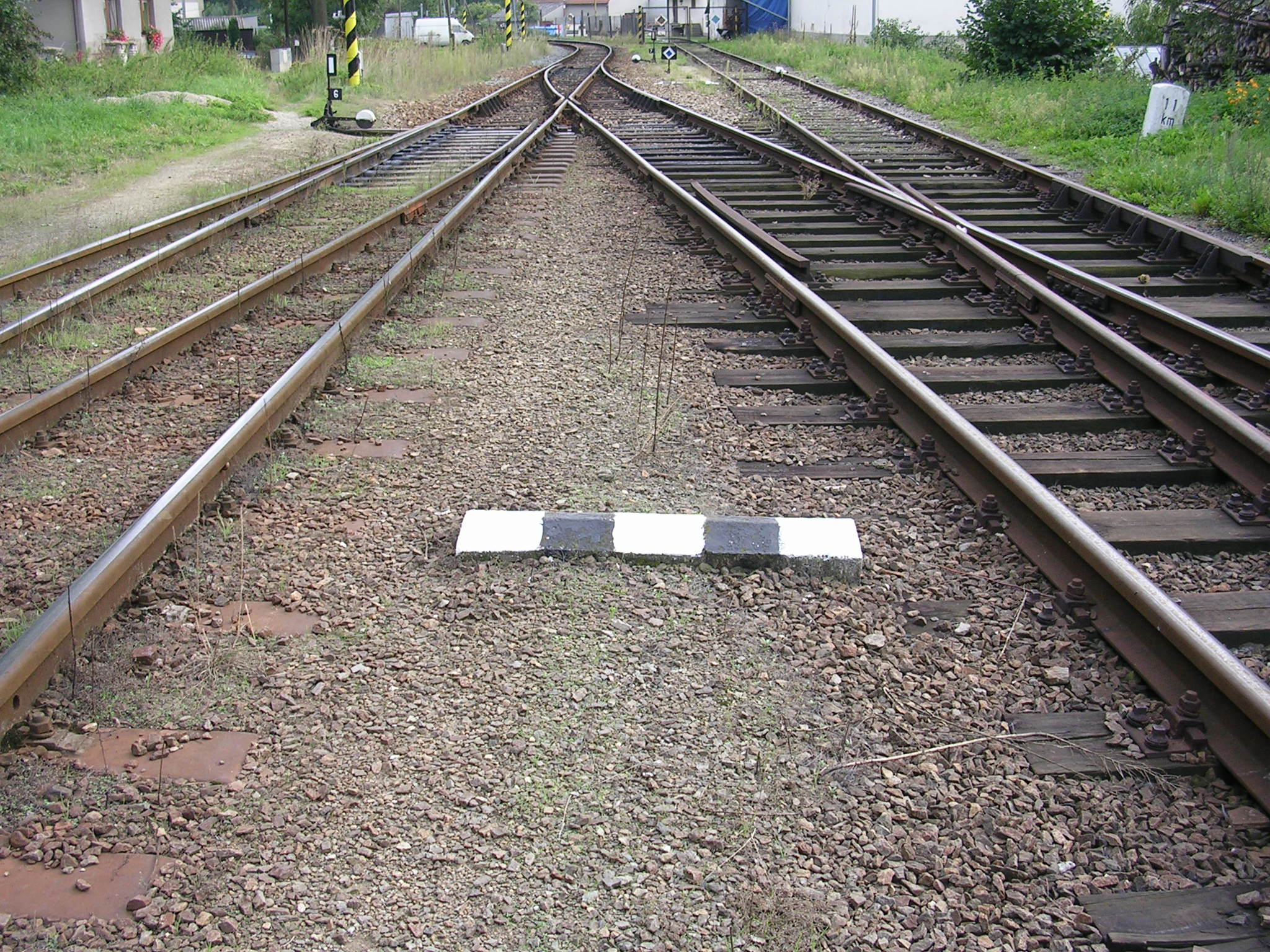
Чехия
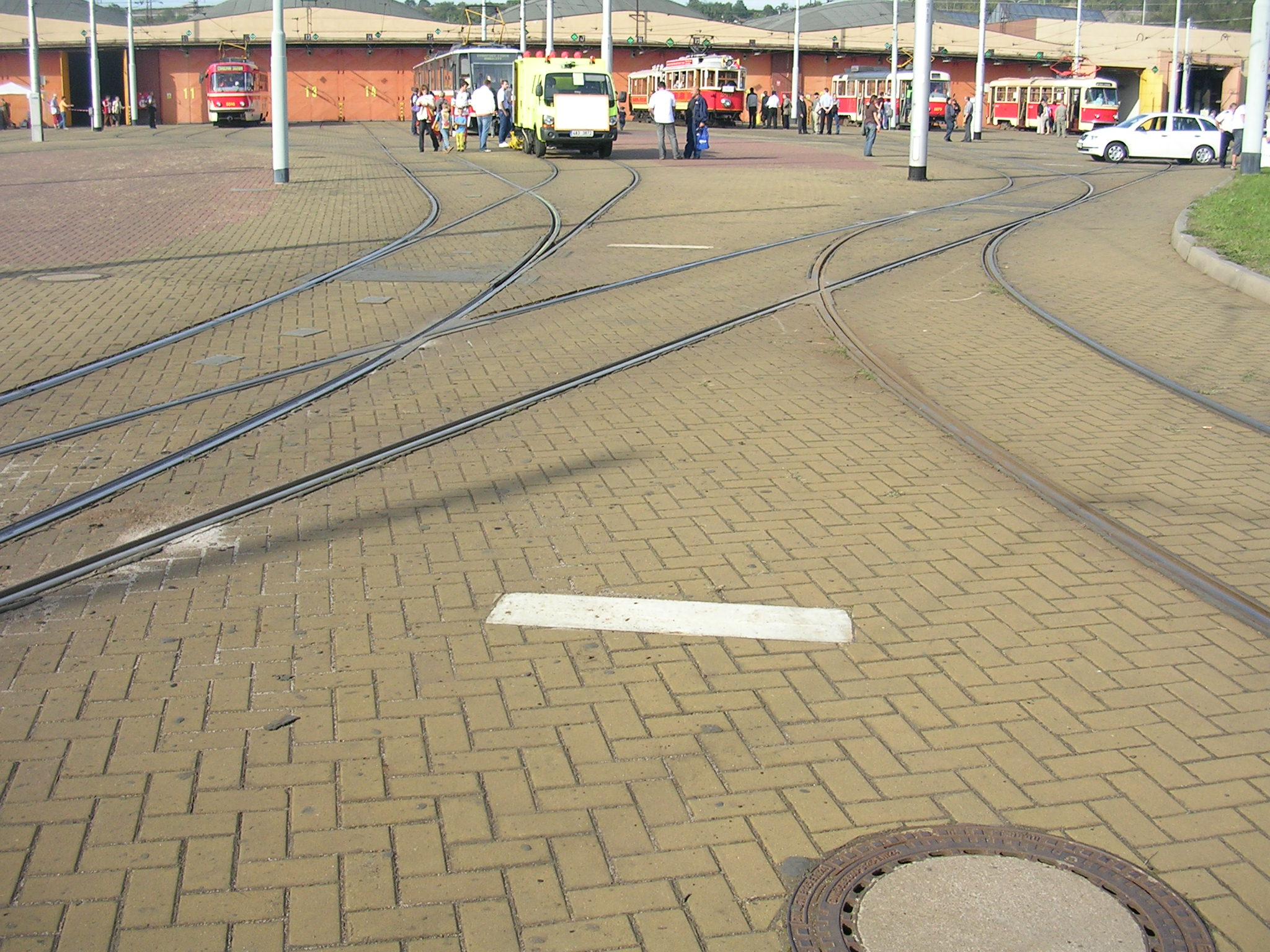
На трамвайной линии в Чехии